# Загорулько Ілля Іванович
Ілля Іванович Загорулько (нар. 1 серпня 1930, місто Краматорськ, тепер Донецької області) — український радянський партійний діяч. Депутат Верховної Ради УРСР 8—11-го скликань.

## Біографія
Народився в родині робітника. У 1951 році закінчив Краматорський машинобудівний технікум Сталінської області.
У 1951—1959 роках — помічник майстра, змінний диспетчер, старший інженер-технолог, майстер, старший диспетчер, старший майстер механоскладального цеху Новокраматорського машинобудівного заводу Сталінської області.
Член КПРС з 1958 року.
У 1959—1962 роках — інженер-конструктор відділу головного конструктора загального машинобудівання Новокраматорського машинобудівного заводу Сталінської області.
У 1961 році закінчив Український заочний політехнічний інститут.
У 1962—1964 роках — інструктор відділу машинобудування ЦК КПУ. У 1964—1969 роках — завідувач сектору відділу машинобудування ЦК КПУ.
У 1969 — 11 квітня 1987 року — 2-й секретар Ровенського обласного комітету КПУ.
У квітні 1987 — 1990 року — голова Ровенського обласного комітету народного контролю.

## Нагороди
- орден «Знак Пошани» (9.07.1966)
- ордени
- медаль «За доблесну працю. В ознаменування 100-річчя з дня народження Володимира Ілліча Леніна» (1970)
- медалі